# Вернфельс (замок)
Вернфельс (нем. Burg Wernfels) — это замок на вершине холма у города Шпальт в районе Вернфельс в районе Рот в центральной Франконии (Бавария).

## История
Самые старые постройки замка можно датировать второй половиной XIII века (вероятно после 1260 года). Это вполне соответствует первому — хоть и косвенному — упоминанию о замке в 1283 году. Тогда в документе Альберта II называют «dictus Rindesmul de Werdenfels». Замок, таким образом, принадлежал роду фон Риндсмауль. Встречаются утверждения, что замок Вернфельса ещё в XII веке принадлежал бургграфами Нюрнберга (наряду с близлежащим замком Абенберг). Но подтверждающих документов не обнаружено.
В 1284 году замок продан князю Айхштеттскому, епископу Рейнбото фон Мейленхарту. С этого времени в замке началось крупное строительство. Епископы Айхенштеттские в XIV-XV веках превратили Вернфельс в свою официальную резиденцию. Появились высокая башня с воротами и внешние стены.
В 1600 году епископ Иоганн Конрад фон Гемминген перестроил главное здание внутри замка. Деревянные потолки и старинные окна, сохранившиеся внутри, относятся к этому периоду.
В XVIII веке замок был значительно расширен.
В 1803 году епископство Айхенштетт было секуляризировано, а замок Вернфельс продан частным лицам. Некоторое время он оставался почти заброшенным.
В 1882 году Луи Браун, известный художник-баталист из Мюнхена, купил замок и тем самым спас его от разрушения.

## Современное состояние
С 1925 года замок находится в муниципальной собственности. В настоящее время это популярный молодёжный хостел. Здесь имеется 220 мест для проживания. В замке регулярно проводятся концерты, фестивали и семинары. В замковой церкви проводят богослужения. В 2001 года был оборудован просторный бальный зал, в котором можно проводить праздники. В 2004 году внутри был установлен лифт.

## Расположение
Замок стоит на одном из холмов лесистой местности Рангау, на значительной высоте над долиной реки Френкише-Рецат, в пределах видимости замка Абенберг. По своему типу относится к замкам на вершине.

## Галерея

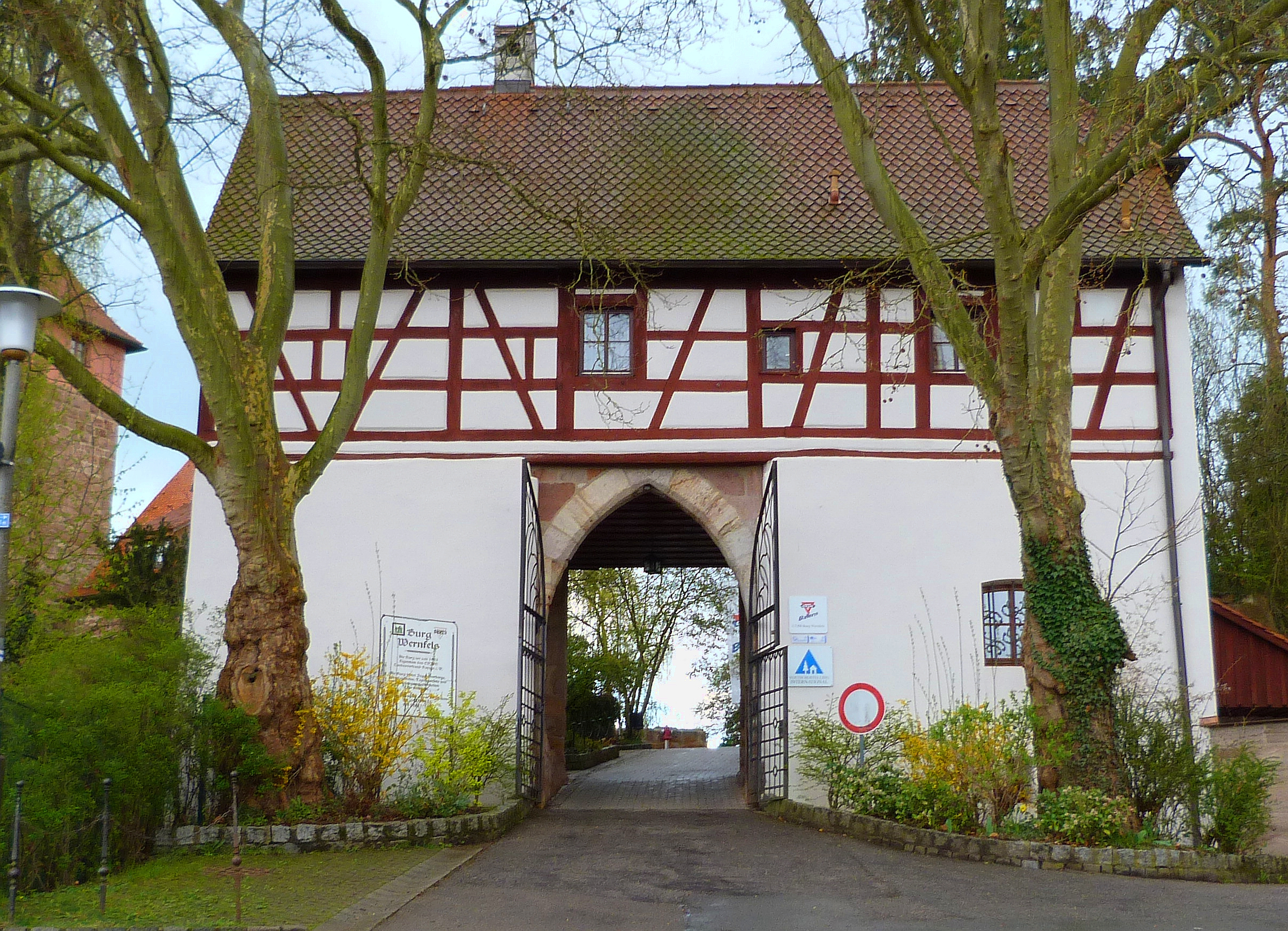
Вход в замок
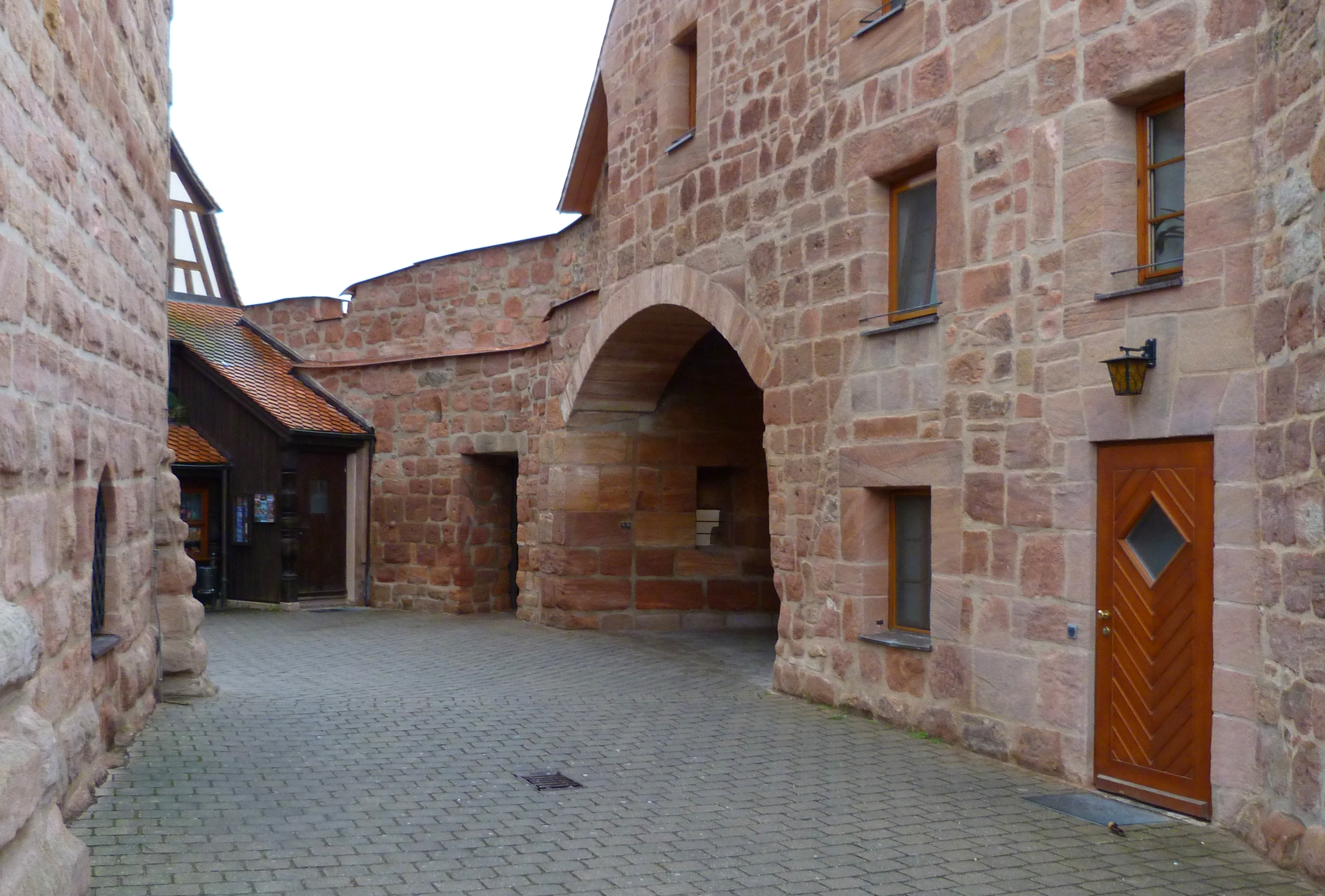
Внутренний двор замка
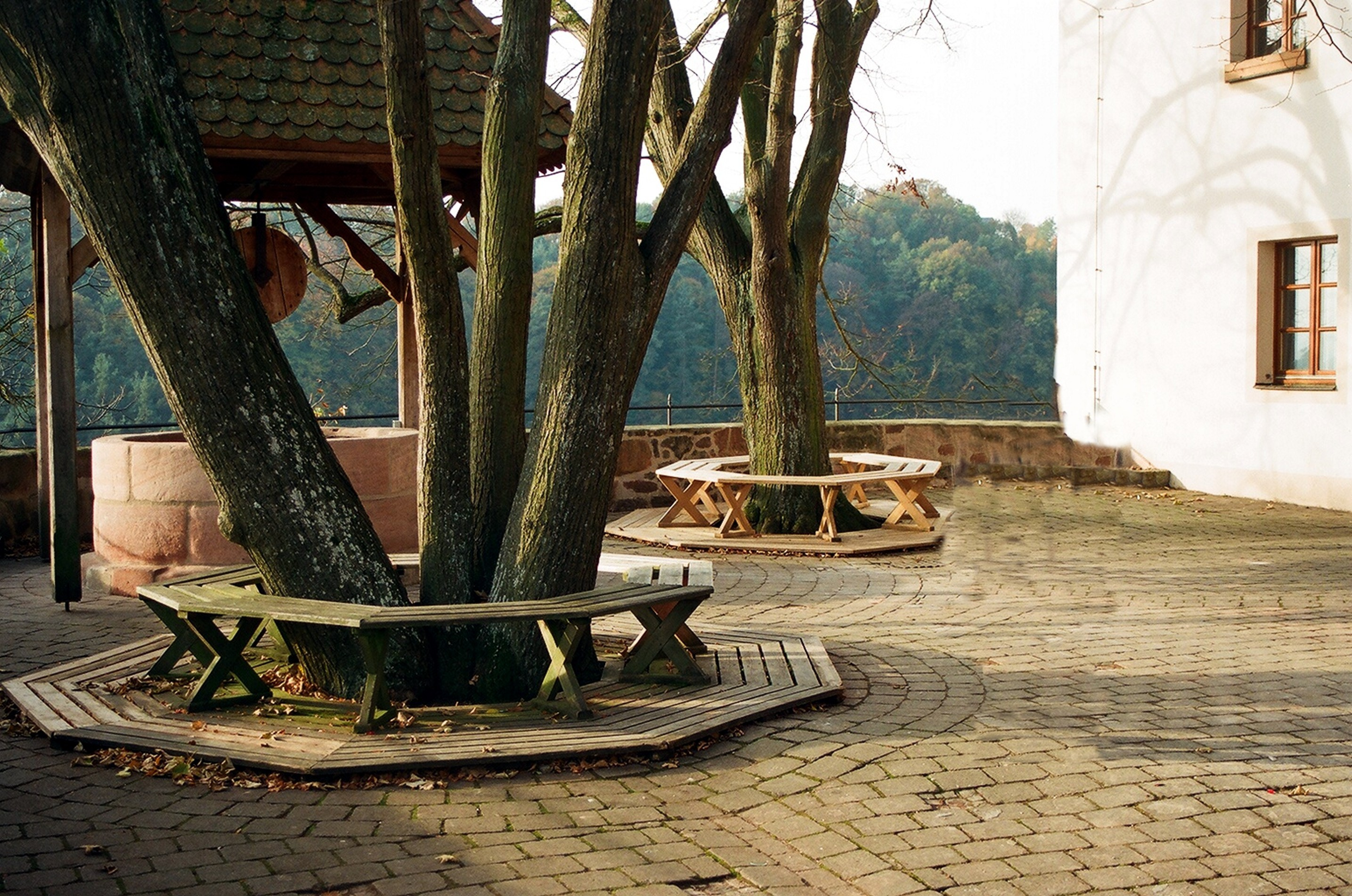
Смотровая площадка и колодец
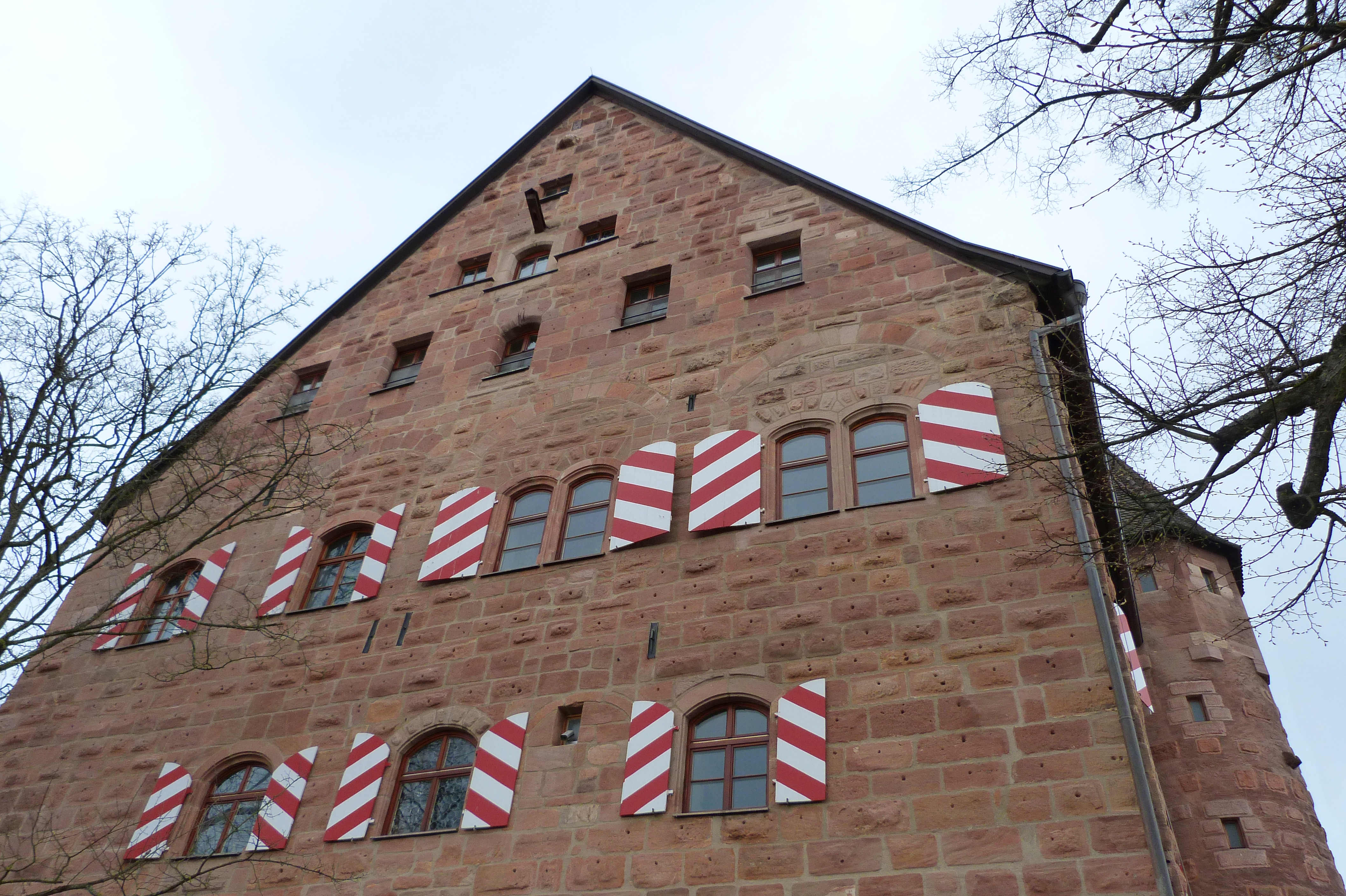
Фасад главного здания